# セバスチャン・ズビク
セバスチャン・ズビク（Sebastian Zbik、1982年3月17日 - ）は、ドイツのプロボクサー。ノイブランデンブルク（旧東ドイツ）出身。第31代WBC世界ミドル級王者。

## 来歴

### アマチュア時代
2003年、タイのバンコクで開催された2003年世界ボクシング選手権大会にウェルター級(69kg)で出場するが1回戦で敗退した
。

### プロ時代
2004年7月19日、プロデビュー（4回判定勝ち）。
2004年12月14日、シンク・ウルグとの試合で、ズビクは2回にプロ初ダウンを喫し、あわやTKO負け寸前まで追い詰められるほど大ダメージだった。しかし次の3回に、ズビクは捨て身で反撃してウルグを持ち前のスピードで翻弄させ、最後は高速連打で一気にストップに追い込んで大逆転勝ちを収め、初のKO勝ちになった。
その後は母国で試合を重ねながら経験を積み、初の海外遠征試合（チェコでの試合）となった2005年9月20日の試合から2006年3月7日までの試合まで、4試合連続KO勝ちを記録した。
2007年2月16日、ファイト・ナイト・アリーナにてファワズ・ナシール（デンマーク）とWBOインターコンチネンタルミドル級王座を賭けて対戦した。両者一進一退で試合が進んだかに見えたが、ズビクがこの試合でプロ4戦目以来の大ピンチに陥り、何度もロープ際に追い詰められてストップ手前まで追い詰められるほどの苦戦だった。結果3-0の僅差判定勝ちを収め、王座獲得に成功した。
2007年5月25日、ファイト・ナイト・アリーナにてアレハンドロ・グスタボ・ファリーナ（アルゼンチン）と対戦した。アルゼンチンの技巧派であるファリーナを何もさせず終始ズビクのペースで進み、3-0の大差判定勝ちで初防衛に成功した。
2007年12月7日、ハンブルクのシュポルトハレ・ハンブルクにてサミール・サントス・バルボッサ（ブラジル）と対戦。試合は強打者であるバルボッサをスピードで翻弄させ空を切る展開になり、大振りになったところにカウンターなど多彩な攻めでポイントを連取し、3-0の大差判定勝ちを収め2度目の防衛に成功した。
2008年4月19日、マルコ・スクルーゼと対戦。技巧派同士の試合は終始ズビクペースで進み、スクルーゼに何もさせなかった。3-0の大差判定勝ちで3度目の防衛に成功した。
2008年7月5日、ハレ・アン・デア・ザーレのゲリー・ウェバー・シュタディオンにて、マリオ・アルベルト・ロペス（パラグアイ）と対戦。2回ズビクの右ストレートがロペスを捕えぐらついた相手を一気に攻めて最後は無防備になったところをレフェリーストップで4度目の防衛に成功した。
2008年8月29日、ジョン・アンダーソン・カバルホ（ブラジル）と対戦、カバルホに何もさせず3-0の大差判定勝ちを収め、5度目の防衛に成功した。
2009年3月20日、ルーベン・バローン（スペイン）と対戦。試合は安定政権になったズビクが序盤からスピードで上回り、ペースを握った。4回ズビクの右が当たると、レフェリーはカウントアウトで試合を止め6度目の防衛に成功した。
2009年7月11日、世界初挑戦。ドメニコ・スパダ（イタリア）とWBC世界ミドル級暫定王座を賭けて対戦した。試合は終始互角のペースで進み、3-0の僅差判定勝ち。3者とも115-114と1点差を守り抜き、王座獲得に成功した。
2009年12月19日、エマヌエル・デラ・ロサ（イタリア）とWBC世界ミドル級暫定王座の初防衛戦を行った。22戦全勝の相手にスピードで上回り、ジャブや右ストレートを主体に試合を組み立てた。一方デラ・ロサは、巧みなクリンチングで何度もズビクを苦しめた。結果2-1の僅差判定勝ちを収めた。一人がデラ・ロサの巧みなクリンチワークを主体にパンチを当てさせなかったことを評価したが、残り2人は117-111と中差と120-109とフルマーク完封で粘る相手を振り切リ、初防衛に成功した。
2010年4月17日、ドメニコ・スパダと再戦。4回に偶然のバッティングで負傷したものの、前回とは違って終始スパダの持ち味を出させなかった。結果3-0の大差判定勝ちで2度目の防衛に成功した。
2010年7月31日、ホルヘ・セバスチャン・ヘイランドと対戦。16戦全勝の技巧派を相手にスピードや右ストレートでペースを握って3-0の判定勝ちで3度目の防衛に成功し、その後正規王者のセルヒオ・マルチネスの名誉王者認定に伴い、ズビクが正規王座に認定され、WBC世界ミドル級正規王者となった。
2011年6月4日、ステイプルズ・センターにて、アメリカデビュー。WBC世界ミドル級シルバー王者フリオ・セサール・チャベス・ジュニアとWBC世界ミドル級正規王者として初の試合を迎えた。高速の右フックを武器に攻めたが、チャベス・ジュニアはボディへの執拗な攻撃で反撃。終始打ち合う試合となったが、プロ初黒星となる0-2（114-114、112-116、113-115）の判定負けを喫し4度目の防衛に失敗、王座から陥落した。
2012年4月13日、ランクセス・アレーナにて、WBA世界ミドル級スーパー王者フェリックス・シュトルムと対戦した。ミドル級クラスの中でヨーロッパ最強でかつジャブの名手と言われたシュトルムを相手に序盤は左右フックで攻勢を仕掛け先手を奪った。しかし4回にシュトルムが一気にペースを握り、左目の視界を塞いでいった。9回終了時ズビクが左目の視界を失いセコンドが棄権しWBAでの王座獲得に失敗した。

## 獲得タイトル
- WBOインターコンチネンタルミドル級王座
- WBC世界ミドル級暫定王座（防衛3度=正規王座に認定）
- 第31代WBC世界ミドル級王座（防衛0度）